# The Rooms
The Rooms ist eine Kunst- und Kultureinrichtung in St. John’s auf Neufundland, die im Jahr 2005 eröffnet wurde und die sich neben der Basilika Johannes des Täufers befindet. Sie birgt die Art Gallery of Newfoundland and Labrador, die Provincial Archives of Newfoundland and Labrador sowie das Provincial Museum of Newfoundland and Labrador.
Das Gebäude wurde in Anlehnung an die Fischerhäuser errichtet, die die Region prägen und die als „fishing rooms“ bezeichnet werden.

## Geschichte

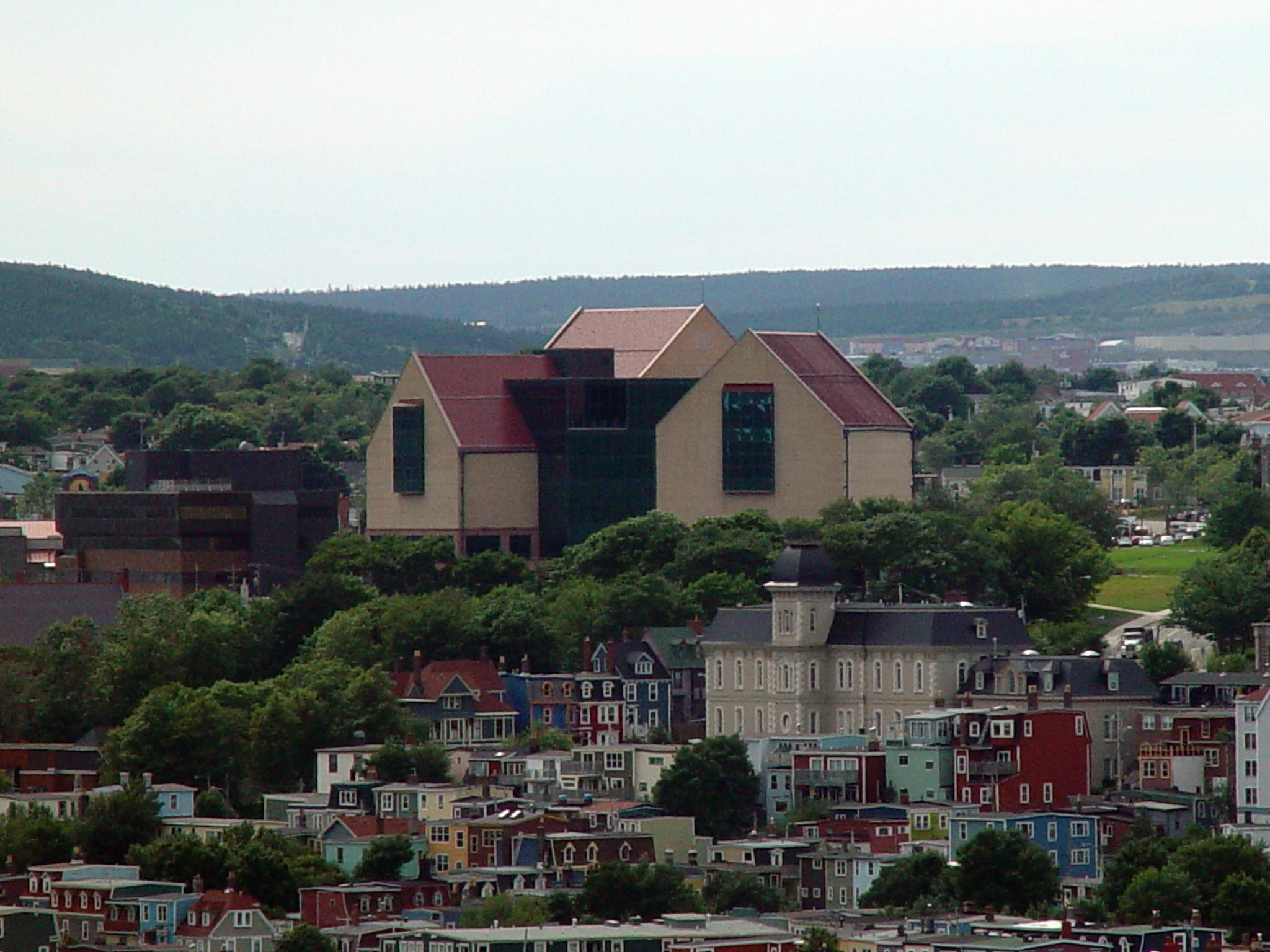
Anblick vom Signal Hill

Das Gebäude entstand an der Stelle eines Forts aus dem 18. Jahrhundert. Dieses Fort Townsend, eine sternförmige Festungsanlage zum Schutz der britischen Fischerei, war 1870 von Großbritannien aufgegeben worden; danach war es Sitz der Royal Newfoundland Constabulary, später der Feuerwehr. Durch The Rooms wurde die Festung überbaut, wobei zuvor eine sorgsame Dokumentation erfolgte. Dennoch war das Bauwerk umstritten, da es mit der historischen Skyline konkurriert und diese durchbricht sowie zur Zerstörung von Artefakten beitrug.
Die Eröffnung erfolgte am 29. Juni 2005. Die Kunstgalerie, die zu dieser Zeit noch Art Gallery of Newfoundland and Labrador hieß und sich im Arts and Culture Centre befand, zog in das neue Gebäude. Seither fanden in der Kunstgalerie, die das Spektrum zwischen Renaissance und moderner Kunst abdeckt, zahlreiche Ausstellungen statt. Einen gewissen Schwerpunkt bilden Künstler aus der Provinz Neufundland und Labrador.
Das Provinzmuseum von Neufundland und Labrador hat hingegen seinen Schwerpunkt auf der Naturgeschichte und der Geschichte der Provinz sowie auf den indigenen Völkern der Beothuk und der Inuit. Diese Einrichtung befand sich zuvor in einem klassizistischen Gebäude in 285 Duckworth Street im Stadtzentrum.